# デニース・ドナテッリ
デニース・ドナテッリ（Denise Donatelli、1950年頃 - ）は、アメリカのジャズ歌手。

## 生い立ち
ドナテッリは1950年頃にペンシルベニア州アレンタウンで生まれた。彼女は3歳でピアノを弾き始め、15年間、クラシック・ピアノを学び、3年連続で全米音楽連盟のピアノ大会において主席を勝ち得た。大学卒業後、結婚と家族のために音楽のキャリアを脇に置き、息子たちが10代になるまで専門的に歌うことをしなかった。

## 音楽キャリア
アトランタにおいてジャム・セッションに参加し、ギタリストのラッセル・マローンを含む地域のトップ・プレイヤーたちの注目を集めた後、ドナテッリは音楽の世界に戻るよう強く勧められた。彼女はラッセルといくつかの歌を歌い、パフォーマンスのための呼びかけを始めた。ブルース・シンガーのフランシーン・リードがライル・ラヴェットのバンドに加わったとき、ドナテッリも雇われ、ザ・リッツ・カールトン・ホテルで3夜にわたる公演に参加した。
ドナテッリは、ビル・カンリフ、ビル・メイズ、ロジャー・ケラウェイ、タミール・ヘンデルマン、ラリー・クーンセ、ジュリアン・レイジ、ピーター・スプレイグ、ボブ・シェパード、ジョー・ラバーベラ、マーヴィン・スミス、クリスチャン・ジェイコブのビッグ・バンド・セオリー、アルフ・クラウセンと彼のジャズ・オーケストラ、そしてスタン・ケントンの卒業生バンドとともに、ツアーやパフォーマンスを行ってきた。さらに、彼女はピアニストのビル・カンリフのクリスマス・アルバム『That Time of Year』（2011年）で聴かれることとなった。

## 受賞歴
- 2011年: アルバム『When Lights Are Low』、グラミー賞・最優秀ジャズ・ボーカル・アルバム、ノミネート[3]
- 2012年: ジャズ・ボーカリスト・オブ・ザ・イヤー、ロサンゼルス・ジャズ協会[4]
- 2013年: アルバム『Soul Shadows』、グラミー賞・最優秀ジャズ・ボーカル・アルバム、ノミネート[5]
- 2016年: アルバム『Find a Heart』、グラミー賞・最優秀ジャズ・ボーカル・アルバム、ノミネート[6]

## ディスコグラフィ

### アルバム
- 『オン・グリーン・ドルフィン・ストリート』 - In the Company of Friends (2007年、Jazzed Media)
- What Lies Within (2008年、Savant)
- When Lights Are Low (2010年、Savant)
- Soul Shadows (2012年、Savant)
- Find a Heart (2015年、Savant)
- Whistling in The Dark – The Music of Burt Bacharach (2021年、Savant)